# Mooseman
Lloyd Roberts surnommé Mooseman était un bassiste de metal né le 24 décembre 1962 à Bernice (Louisiane) et mort le 22 février 2001 à Los Angeles.

## Biographie
Il intègre en 1989 Body Count, le groupe de metal mené par Ice-T. Il participera aux albums Body Count (1992) et Born Dead (1994).
Cadet de la formation, il s'impose néanmoins comme un des piliers du groupe en participant à la composition de certains titres, notamment Necessary Evil, dont il écrira les paroles. Quelque temps après la sortie de Born Dead, il décide de quitter Body Count.
En 2000, il rejoint Iggy Pop, avec lequel il va enregistrer l'album Beat 'Em Up (album qui lui sera dédié).
En février 2001, il est victime d'une fusillade lancée depuis une voiture dans le quartier de South Central à Los Angeles, alors qu'il n'était pas la cible des tireurs, et ne survivra pas à ses blessures.